# بلدية كريستالينا
بلدية كريستالينا هي بلدية في البرازيل، تتبع غوياس، بلغ عدد سكانها 46٬580  نسمة، في 2010، تبلغ مساحتها 6٬160٫722 كيلومتر مربع، رمزها البريدي هو 73850-000 Geral e 73850-970 Centro.

## الموقع
تشترك في الحدود مع:
- Ipameri [الإنجليزية]‏
- Cabeceira Grande [الإنجليزية]‏
- Unaí [الإنجليزية]‏.